# 豚ばら肉

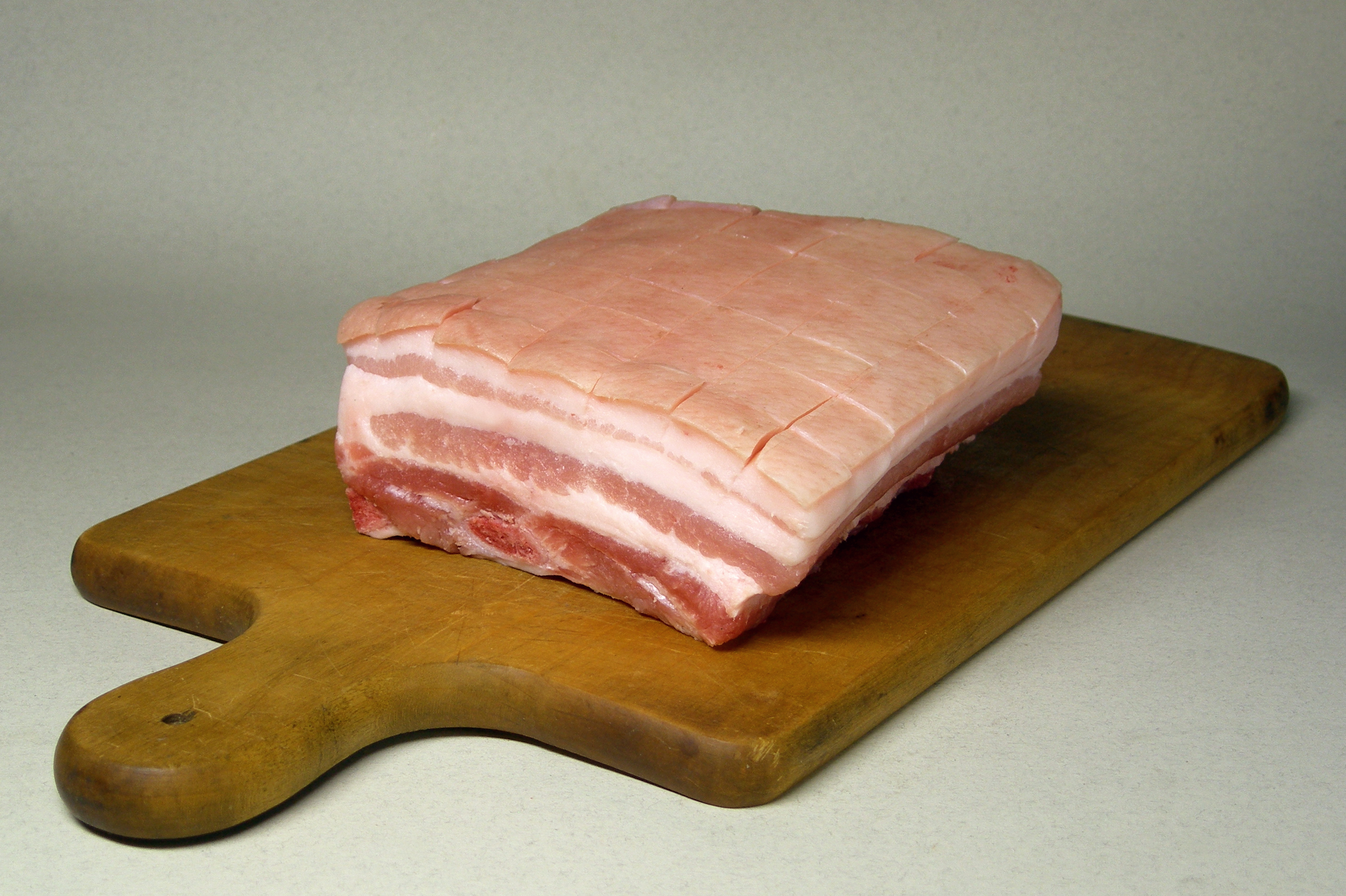
カット、調理前の豚ばら肉

豚ばら肉、豚バラ肉、豚ばら、豚バラ（英語: pork belly、belly pork）は豚肉における部位の1つ。

## 概要

イギリス式の豚肉の部位

豚の胸から腹にかけた肋骨（あばらぼね）周りの肉である。肋骨周りの肉であるため日本語では「バラ肉」と称される。英語の「belly」は、「腹部」の意味となる。
脂肪と赤身が三層に折り重なっていることから「三枚肉」とも呼ばれている。
脂身の割合が多く、濃厚な味わいをもつ部位である。脂身が多いことから、長時間煮込む料理でも肉のジューシーさが残るし、薄切りでもボリューム感が出るため、炒め物などにも適する。
ベーコンを作るのにも用いられる。

## 骨付き豚ばら肉
骨つきの豚ばら肉を「スペアリブ」と呼ぶ。骨周辺の肉は更に濃厚な旨みがある。
背中側の骨付き肉は「バックリブ」と呼ばれ、スペアリブよりも脂身が少な目である。
骨つきの豚ばら肉は、アメリカ合衆国で人気が高く、比較した場合、日本での需要は少ない。日本で流通するバックリブも、ほとんどがアメリカからの輸入肉であったが、バーベキュー人気が日本で高まると共にバックリブも日本で食されるようになってきている。

## 組成
豚ヒレ肉と比較した場合、豚ばら肉は約4倍量の脂質を含む。豚ばら肉も豚ヒレ肉も脂質の大部分はトリアシルグリセロールであるが、豚ヒレ肉は豚ばら肉と較べて極性脂質（ホスファチジルコリン、ホスファチジルエタノールアミン、セレブロシド）が約8倍と多い。非極性脂質の組成にはほとんと差がない。脂肪酸組成では、豚ばら肉ではモノエン酸の割合が高く、豚ヒレ肉ではジエン酸の割合が高い。

## 各国の状況

### 大韓民国
大韓民国では豚ばら肉をサムギョプサル（「三層肉」の意）と呼び、豚ばら肉を用いた料理も同様にサムギョプサルと呼ぶ。
サムギョプサル300グラムを一口サイスの厚さに切られた缶詰「缶豚（Candon、カンドン）」も人気が高い。

### 日本

#### 沖縄県
沖縄県では豚肉は重要な食材であり、「鳴き声以外全部食べる」とも言わている。
豚ばら肉を使った沖縄料理には、砂糖、醤油、泡盛で煮込んだラフテーやイナムドゥチなどがある。イナムドゥチは豚ばら肉以外の部位の肉では味が落ちるとされる。
沖縄県ではスペアリブのことを「ソーキ」と呼ぶ。